# Nagrada 22. decembar
Nagrada 22. decembar je najveće priznanje Jugoslovenske narodne armije, koje  dodeljuje, na predlog žirija, Savezni sekretar za narodnu odbranu SFRJ, za izuzetna dostignuća ostvarena u toku jedne godine. Poslovi oko dodele nagrade u nadležnosti su pomoćnika Saveznog sekretara za naučno-istraživački rad. Žiri je za ocenu radova angažovao odgovarajuće stručnjake iz ustanova vojske i civilnog društva. Nestankom JNA ugašena je i Nagrada 22. decembar, tako da je poslednji put dodeljena dobitnicima 21. decembra 1991. godine.

## Uopšte o nagrađivanju u vojsci
U svakoj vojsci nagrade i dodele priznanja imaju za cilj da podstiču i odaju priznanja za učinjena dostignuća. Postaji čitav spektar tih nagrada, od usmenih, pismenih, za različite nivoe jedinica, i u principu se s vremenom prilagođavaju uslovima života u vojsci. Svakako da je tradicionalno najznačajniji vid dodeljivanja državnih odlikovanja namenjenih vojnim licima. Pored ordenja koje se dodeljuju najvišim vojnim starešinama za posebne zasluge, kao što su: 
Orden slobode, Orden narodnog heroja, Orden ratne zastave, postoji grupa odlikovanja u tri stepena. Orden partizanske zvezde: sa zlatnim vencem, srebrnim vencem, sa puškama; Orden narodne armije: sa lovorovim vencem, sa zlatnom zvezdom, sa srebrnom zvezdom; Orden za vojne zasluge: sa velikom zvezdom, sa zlatnim mačevima, sa srebrnim mačevima; i Orden za hrabrost.
Pored ordenja, postoje i spomen medalje povodom: 10, 20, 30. 40 i 50 godišnjice JNA, za koje postoje odgovarajuće vrpce, koje se sa odlikovanjima nose na svakodnevnoj uniformi.
Pojedini, tzv. građanski ordeni, dodeljivani su vojnim licima, i obratno, tako da se može reći da su oni unificirani za obe „kategorije“, kao npr: Orden rada u sva tri reda je dodeljivan i za vojne i za građanske zasluge; Orden zasluga za narod u sva tri reda; Orden bratstva i jedinstva u dva reda i Orden za hrabrost.
Sve to nije bilo dovoljno da se adekvatno nagrade konkretna naučno-istraživačka dostignuća, pa je posle desetogodišnjeg postojanja Armije uvedena Nagrada 22. decembar.

## Nagrada 22. decembar
Ustanovljena je 24. februara 1955. godine Naredbom Državnog sekretara za poslove narodne odbrane FNRJ generala armije Ivana Gošnjaka, kao vanredna nagrada. Dodeljuje se svake godine za Dan JNA, kao znak priznanja autorima najboljih naučnih i stručnih ostvarenja iz oblasti vojne teorije i prakse, tehničkih i drugih unapređenja (pronalazaka) koja značajnije doprinose razvoju [[Oružane snage SFRJ|Oružanih snaga SFRJ i jačanju njene borbene spremnosti. 
Kasnije u toku rada oko dodele nagrade pokazalo se da bi pojedinosti trebalo  preciznije definisati, kako bi žiri i nadležni organi mogli da jednostavnije donose odgovarajuće odluke. Tako su naredbom istog Državnog sekretara od 16. marta 1961. uvedene nove odredbe. Međutim, pokazalo se da je neophodno doneti poseban Pravilnik za dodelu te nagrade, koji je Naredbom od 29. maja 1969. godine propisao Državni sekretar za poslove narodne odbrane SFRJ general-pukovnik Nikola Ljubičić. Ovim Pravilnikom su određenije precizirani uslovi za njeno dobijanje, predlagači i njihova prava i dužnosti, načelan sastav žirija i način ocene predloženih radova za nagradu, kao i da se može dobiti samo jadan put.
Dodeljuje se pojedincima ili grupi autora za dela, odnosno radove objavljene u toku jedne godine. Odluku o dodeli Nagrade žiri donosi samostalno, na osnovu koje Savezni sekretar za narodnu odbranu SFRJ određuje broj i visinu novčane nagrade.
Za Dan JNA, Načelnik Generalštaba JNA, uz prisustvo vojnog vrha, lično uručuje nagradu. Sredstva informisanja o tome su izveštavala i prikazivala značajna ostvarenja. Vojnotehnički institut Kopnene vojske JNA (VTI) ukupno ima više od dvadeset nagrađenih, koji su, po pravilu, istaknuti stručnjaci u svojim oblastima ili stručnim disciplinama.

## Dodela nagrade
Proslava Dan JNA u jedinicama i ustanovama vojske obavljala se tradicionalno dan ranije (21. decembra). Pored dodele priznanja, unapređenja, odlikovanja prigodnih govora, koji su nosili istorijsko obeležje, priređivane su zakuske i veselja. U takvim uslovima, posebno u naučnoistraživačkim ustanovama, sa interesovanjem se očekivala vest o dodeli Nagrade 22. decembar. Sticajem okolnosti dva slučaja dodele nagrade bila su značajna i ovde se radi ilustracije dodele nagrade okvirno navode.

### Dodela nagrade 21. decembra 1979. godine
U prisustvu Načelnika Generalštaba JNA admirala Branka Mamule i rukovodećeg sastava Armije, najpre je hor Doma armije uz pratnju orkestra otpevao himnu „Hej, Sloveni”. Zatim su članovi žirija pročitali obrazloženja o nagradama, a potom je Načelnik Generalštaba JNA čestitao pojedinačno i uručio nagrade.
Borbeno vozilo pešadije (BVP M80) prikazano je na Paradi maj ’75. povodom jubileja 30 godina od pobede nad fašizmom. Izazvala su neobično oduševljenje u zemlji, a u svetu veliko iznenađenje. Desetak prikazanih uzoraka bila su na nivou prototipova, pa je bilo neophodno da prođe kroz predviđene faze razvoja (probna partija, nulta serija) uz probleme rešenja motora adekvatne snage, da bi se tek te godine usvojilo u naoružanje. Zbog novina u razvoju te kategorije vozila i podsistema četvorica projektanata nagrađena su za naučna i tehnička dostignuća u oblasti tehničkih nauka. Transmisija vozila je predstavljala originalno rešenje i autoru je  na njoj odbranio doktorsku disertaciju. 
Iz oblasti razvoja vojne teorije i prakse, nagradu je dobio general-pukovnik Petar Gračanin, narodni heroj, kasnije je dobio čin generala armije u rezervi Vojske Jugoslavije, 1999. godine.
Nagradu za životno delo dobio je general-pukovnik profesor dr. Isidor Papo, kardio-hirurg, čija je slava prelazila granice tadašnje države, koji se u emotivnom obraćanju u ime nagrađenih zahvalio Saveznom sekretaru za narodnu odbranu SFRJ generalu armije Nikoli Ljubičiću.

### Poslednja dodela nagrade 21. decembra 1991. godine
Kada su prisutni zauzeli svoja mesto, armijski hor, u pratnju orkestra, otpevao je himnu „Hej, Sloveni”. Taj trenutak je izgledao još svečaniji uz pomisao da se približava poslednji kraj emitovanja te svečane pesme u takvim okolnostima. A možda i poslednji svečani trenutak čuvene JNA, koja će već sledeće godine zanavek nestati. Kada je pomoćnik ministra dobio saglasnost od načelnika Generalštaba da svečanost može da počne, komisija za dodelu nagrada, koja se nalazila za stolovima na čelu sale, pročitala je obrazloženja za svakog nagrađenog. Za to vreme je više stotina prisutnih (uglavnom u ratnim uniformama) sa velikom pažnjom pratilo izlaganja članova komisije, na način kako se to u vojsci čini, ali sigurno nisu kao ranije bili zaneti mislima ko će sledeće godine dobiti nagradu, već kako će obezbediti elementarne uslove za život i sa svojim porodicama preživeti strahote rata. Zatim je načelnik Generalštaba čestitao i pojedinačno uručio nagrade i održao prigodan govor. To je bio kraj dodele te čuvene nagrade, koje će se dobitnici, njih pedesetak, sećati do kraja svog života. 

## Generali dobitnici nagrade Nagrada 22. decembar
General-pukovnik Petar Gračanin; general-pukovnik dr Vladimir Vojvodić, profesor; general-pukovnik Svetozar Marjanović; general-pukovnik Isidor Papo, kardio-hirurg; general-potpukovnik dr Aleksandar Stamatović, profesor; general-potpukovnik dr Milorad Dragojević, profesor; general-potpukovnik dr Radovan Radinović, profesor; general-major dr Milan Vučinić, profesor; general-major dr Mihailo Đuknić, hirurg; general-major dr Đorđe Stanić, profesor.

## Napomena
Trebalo bi imati u vidu da je o svakoj dodeli nagrade, Politika donosila detaljne informacije o nagrađenim i njihovim radovima, kao i ostala dnevna štampa. U Vojnoj enciklopediji, jednom fundamentalnom dokumentu, u Tomu 5, na strani 656, na oko 1.500 slovnih znakova napisane su činjenice o toj nagradi, korišćenjem izvornih dokumenata. Ta posebna vojna institucija u višedecenijskom postojanju imala je oko sto zaposlenih i oko 1.800 stalnih spoljnih saradnika. Njeni izvori su bili krajnje pouzdani. A obimom od deset tomova i jedanaestim registrom, to ukazuje koliko je to bio složen stvaralački poduhvat, kao simbol jednog minulog vremena. Uzgred se navodi da ima masu oko 27 kg. Prilikom NATO bombardovanja SR Jugoslavije, mnogi dokumenti su nestali ili ih je teško pronaći.

## Literatura
- Vojna enciklopedija, Tom 5, drugo izdanje 1973.
- POLITIKA, dnevni list, 22. decembar 1979.
- Vojni leksikon, Vojno izdavački zavod,1981. (i dopuna izdanja)
- Referat direktora povodom 35 godina od postanka instituta, VTI od 1983.
- Milorad Dragojević, Tenkovi i borbena vozila pešadije, VIZ 1985.
- Milorad Dragojević, Borbena vozila, VIZ 1990.
- Personalna dokumenta VTI KoV o dodeli Nagrade 22. decembar
- Monografije povodom 30, 35 i 40 godina od osnivanja instituta, VTI
- POLITIKA, dnevni list, 22. decembar 1991.
- Milorad Dragojević, Razvoj našeg naoružanja, Zadužbina Andrejević,2003.
- Generali i admirali Srbije. Klub generala i admirala, 1981—2011.